# 米原章三
米原 章三（よねはら しょうぞう、明治16年（1883年）11月16日 - 昭和42年（1967年）10月19日）は日本の実業家、政治家。鳥取県多額納税者。鳥取県会議員、貴族院議員。鳥取市名誉市民。旧姓藤縄。

## 来歴・人物

### 生い立ち
鳥取県八頭郡河原町（現・鳥取市）に生まれた。実父の範七は1885年に県会議員となったが1890年に病没、その後家運は衰退した。
国英村の八上高等小学校を終えると鳥取県立簡易農学校（現・鳥取県立倉吉農業高等学校）に入った。17歳の春に同校を卒業すると、若桜小学校で代用教員として短期間勤務した。
1900年9月、大日本農会附属私立東京農学校（現・東京農業大学）に入学、1903年に卒業。続いて早稲田大学専門部政治経済科に入学。この頃米原は植村正久に心酔し、九段の教会に通ってクリスチャンとなり、酒、タバコを絶ちピューリタンとして真剣な信仰生活に入った。
後にキリスト教から離れるが、彼の生涯には深い影響を与えるものになった。

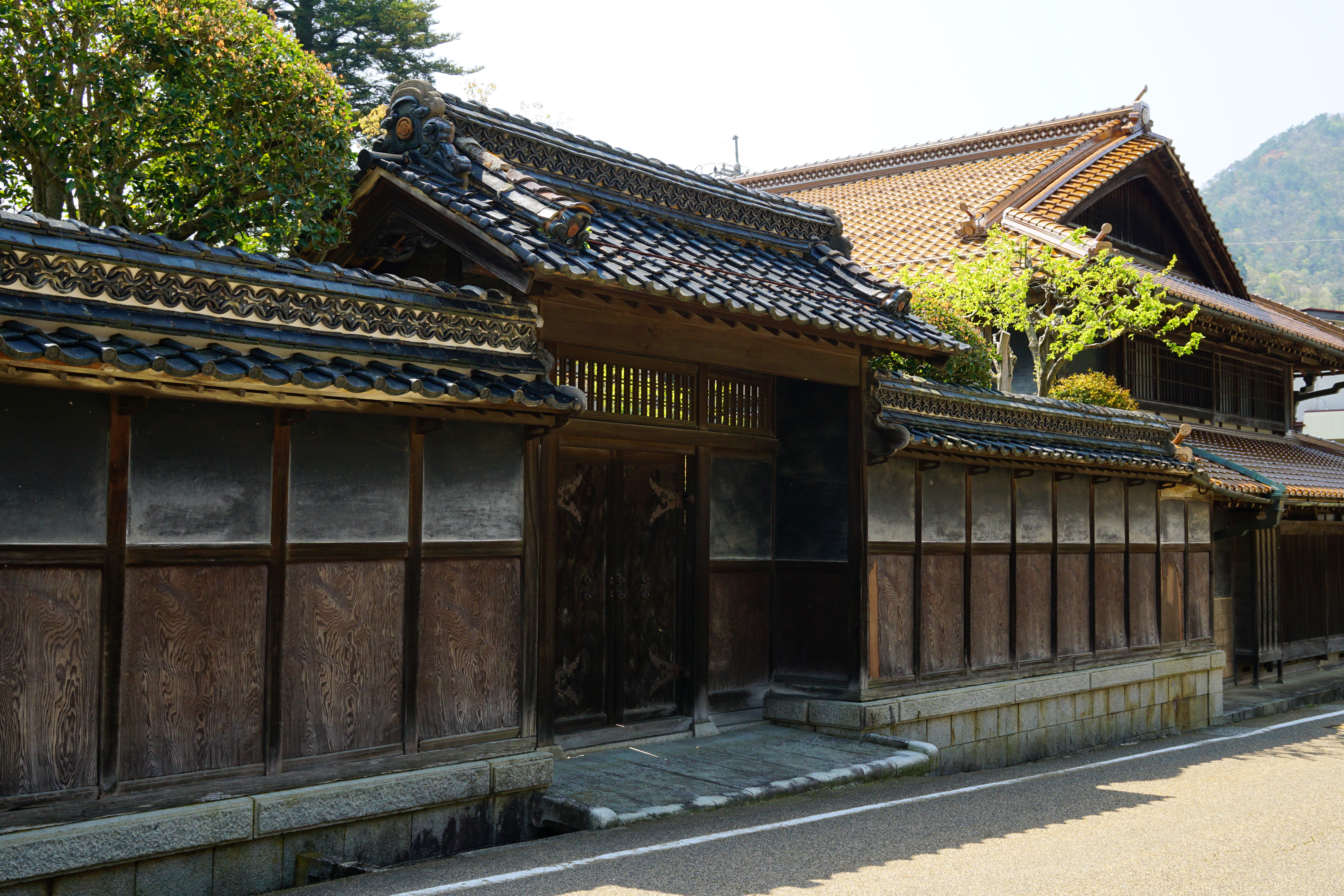
智頭宿の米原家住宅（国登録有形文化財）

1905年に智頭町の山林地主であった豪家・米原家の養嗣子となり、翌年その長女と結婚。
1906年7月、早稲田大学専門部政治経済科を卒業すると直ちに帰郷して、家業の林業に従事した。

### 政治・経済界への進出
山林事業の近代化にのり出し、八頭木材会社の経営に参加した。ついで銀行業にも目をむけ、大正鳥取銀行の創設に参画し、役員として経営にあたった。1918年には智頭倉庫運輸株式会社を設立、1919年には巨費を投じて岡山県阿波村の原生林2000ヘクタールを取得し、木綿屋合資会社を設立して事業を拡大した。
1911年智頭村会議員になってから、1923年鳥取県会議員となり、1928年には県会議長となった。さらに1932年貴族院議員にもなった。
1930年、県東部のバス・タクシー八社を合併して、日ノ丸自動車株式会社を発足させた。その後1944年までに二八社を統合して、全県バス網を一本化した。
1938年、丸由百貨店（後の鳥取大丸）を設立して、その社長になった。一族の由谷正太郎の発議した事業だったが、当時は町ともいえなかった鳥取駅前に位置を定めたのは、米原の意見によることだった。
1939年鳥取新報、因伯時報、山陰日日新聞の県内三紙を合同、日本海新聞を創立して初代社長となった。
戦後は公職追放となり、追放解除後には1958年日本海テレビを設立。

### 晩年
1967年10月19日、鳥取市内の病院で死去。
1969年9月、鳥取市議会で6人目の名誉市民に選ばれた。

## 家族・親族
- 実父・藤縄範七（-1890） ‐ 養蚕の改良で名をなし、鳥取県会議員も務めた名望家。章三は4歳で母を、6歳で父を喪い、親戚に育てられた。[13]
- 実姉・まつ（1870-） ‐ 豊実村 (鳥取県)地主・徳田音蔵の妻。音蔵は鳥取県多額納税者、鳥取県農工銀行、大正鳥取銀行各役員。[14][15]

### 米原家
（鳥取県鳥取市）
- 養父（岳父）・米原富蔵（1869-1908） ‐ 山林地主。米原家は山林経営で財を成した智頭四軒衆の一家で、智頭きっての名家・国米家の番頭だった初代に始まり、富蔵で4代目。林業のほか、「木綿屋」の屋号で木綿商や質屋も経営していた。[9]
- 養母・かね（1872-） ‐ 用瀬村地主・徳永弥太治（用瀬郵便局長、県会議員補）の三女。[16][17]
- 妻・八重（1889-1958) ‐ 養父富蔵長女。1906年結婚。八男二女を儲ける。[3]
- 長男・穣（1907-） ‐ 実業家
  - 同妻・寿美子 （1907-）‐ 実姉まつの五女。
  - 同長男・正博（ホテルニューオータニ鳥取社長）
    - 同妻・容子（奥出雲の山林大地主田部長右衛門 (23代)（元島根県知事）の長女）

  - 同長女・素子（中尾喬一の妻）
  - 同二女・孝子（鳥取県米子市、実業家坂口平兵衛 (2代)の二男允彦の妻）
- 二男・昶（政治家・元衆議院議員[18]、日本共産党常任幹部会委員[18]）など
  - 同長女・万里（作家）
  - 同二女・ユリ（作家井上ひさしの妻[18]）
- 三男[3]
- 四男[3]
- 五男[3]
- 六男・弘[3]（1919-） ‐ 東京大学名誉教授（農学）。鳥取二中、旧制山口高等学校、東京大学農学部を経て陸軍技術研究所の技術将校となり、復員後東京大学教員[19]
- 娘・世志子（旧名・彬枝） ‐ 鳥取県米子市、実業家・政治家三好英之の息子基之の妻。自由学園出身。[9]
- 養妹・千枝（由谷義治に嫁す[3]）